# Hakone

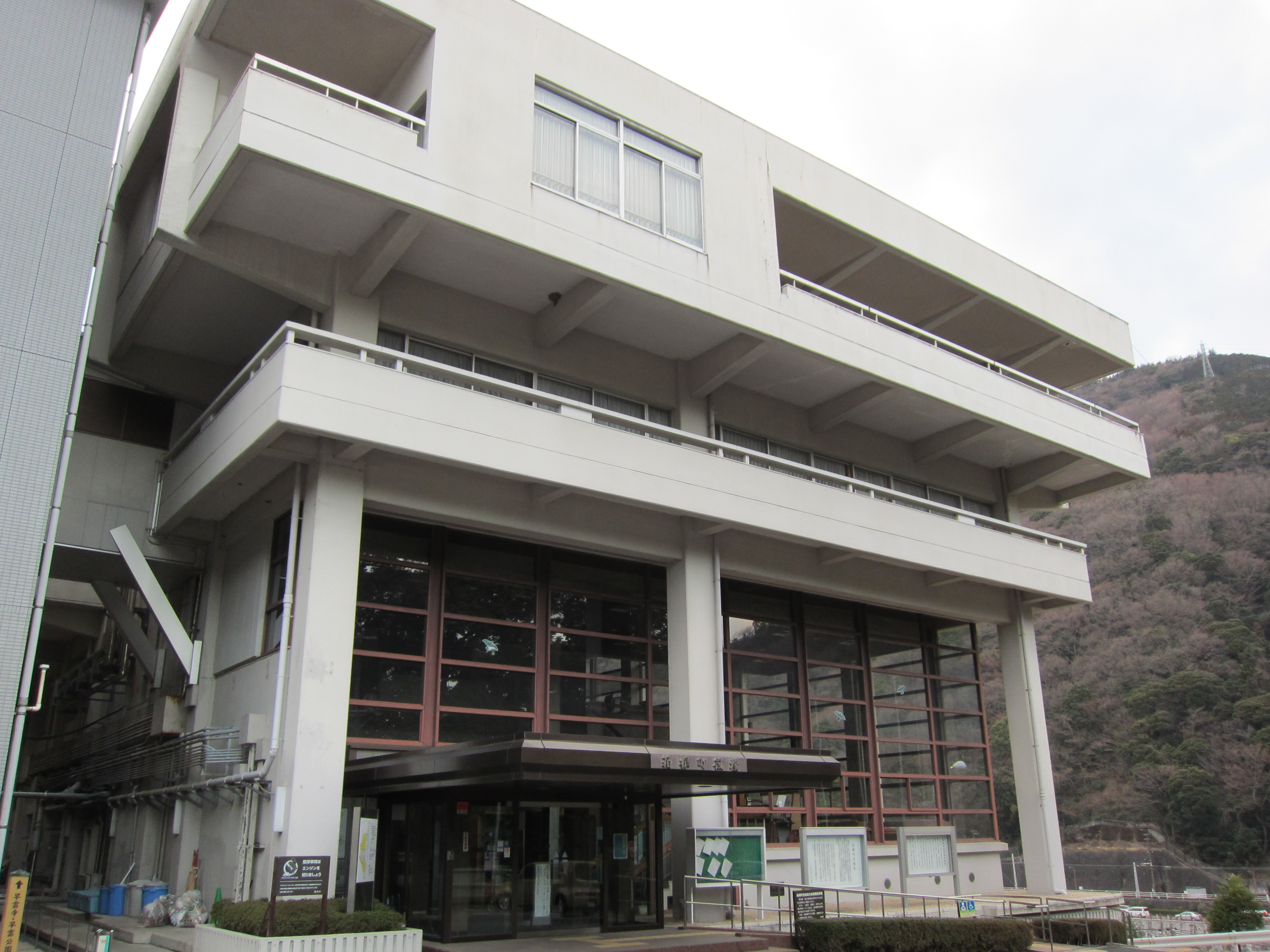
Ajuntament de Hakone

## Transport

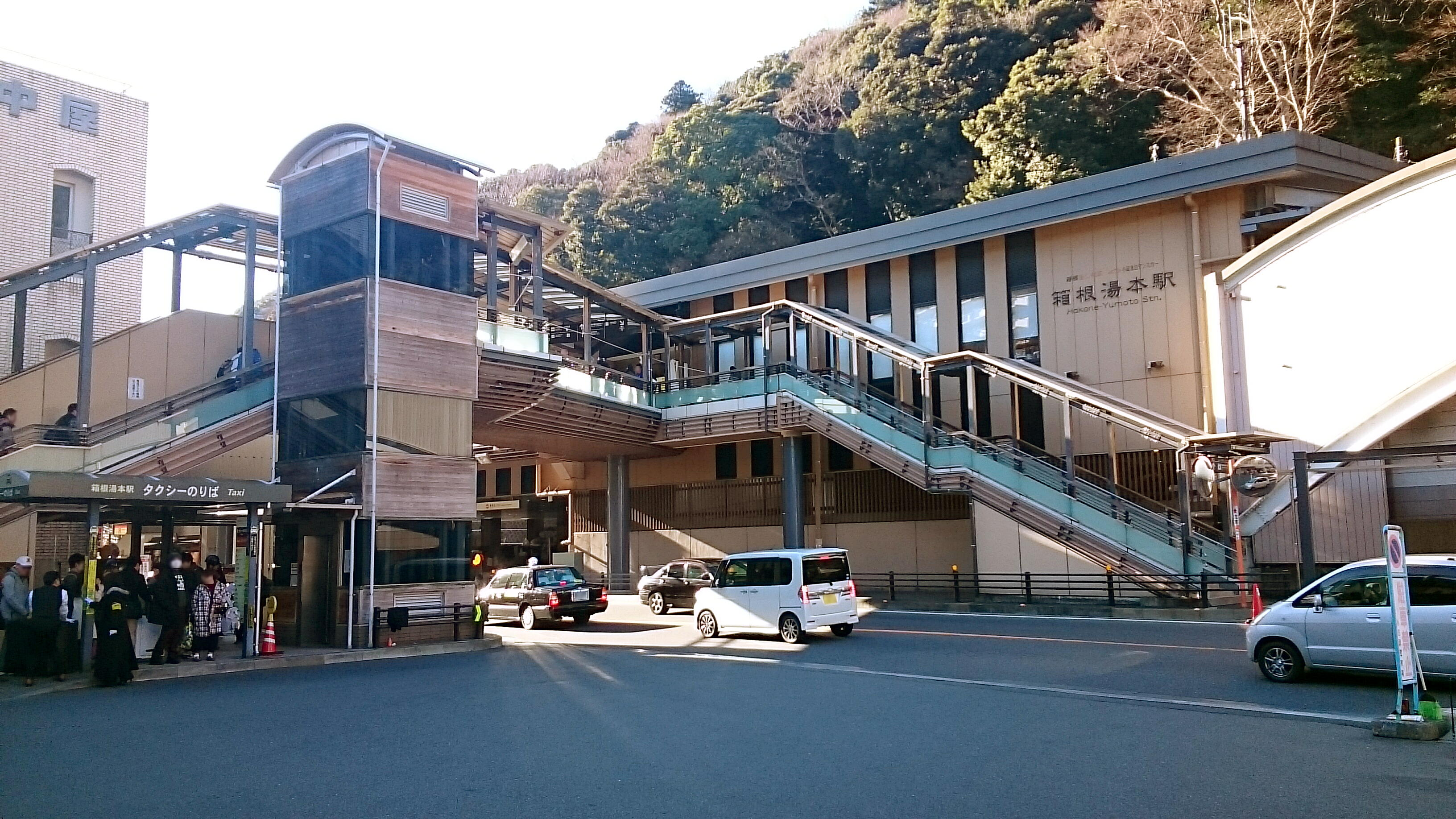
Estació de Hakone-Yumoto

### Ferrocarril
- Ferrocarril de Muntanya de Hakone (Hakone Tozan Tetsudō)
  - Hakone-Yumoto - Tōnosawa - Ōhiradai - Miyanoshita - Kowakidani - Chōkoku-no-Mori - Gōra
- Funicular de Muntanya de Hakone
  - Gōra - Kōen-Shimo - Kōen-Kami - Naka-Gōra - Kami-Gōra - Sōunzan

### Carretera
- Nacional 1 - Nacional 138
- Xarxa de carreteres prefecturals de Kanagawa

## Agermanaments
- Tōyako, Hokkaido, Japó. (4 de juliol de 1964)
- Jasper, província d'Alberta, Canadà. (4 de juliol de 1972)
- Taupo, Waikato, Nova Zelanda. (7 d'octubre de 1987)
- Sankt Moritz, cantó dels Grisons, Suïssa. (2 de novembre de 2014)